# 浅川満
浅川 満（あさかわ みつる、1932年 - 2008年7月7日）は、日本の編集者。太郎次郎社（現・太郎次郎社エディタス）の創業者。

## 人物
東京府出身。浅草の履物問屋の末っ子として生まれる。幼いころから本の虫だった。中央大学法学部在学中に学生運動へ参加。卒業後は、現代社、麦書房、北星美術、一ツ橋書房を経て太郎次郎社を設立。詰め込み教育が問題になっていた1973年、戦後の理想に立ち戻り、「人間一人ひとりから出発する教育」を掲げて月刊教育誌『ひと』を創刊。自ら編集部長を25年間務め、ピーク時には3万部を記録した。2001年、咽頭がんを発病。長い闘病生活を経たのち、2008年7月7日、肺炎により死去。

## 来歴
- 1932年（昭和7年） - 東京府浅草で誕生。6人兄弟の末っ子。
- 1955年（昭和30年） - 中央大学法学部卒業。
- 1956年（昭和31年） - 現代社 勤務
- 1958年（昭和33年） - 麦書房 勤務
- 1967年（昭和42年） - 北星美術 勤務
- 1969年（昭和44年） - 一ツ橋書房 勤務
- 1972年（昭和47年） - 太郎次郎社創業。代表取締役就任。
- 1973年（昭和48年） - 月刊『ひと』出版開始。
- 2008年（平成20年） - 死去。

## 著書
- 『漢字が楽しくなる本』（全6巻） 太郎次郎社。